# Давид Дяков
Давид Игоров Дяков е български китарист. В медиите е наричан „най-младият студент във висше учебно заведение в България“.

## Биография
Давид Дяков е роден на 18 февруари 1994 г. в Брайн ле Конт, Белгия, в семейство на инженери от България.
През 2013 г. завършва Националното музикално училище „Д. Христов“, Варна, специалност „Класическа китара“.
Започва да свири на класическа китара на 8-годишна възраст. Първия си концерт за китара с оркестър изнася на 10-годишна възраст, изпълнявайки концерт на Джулиани в А мажор опус 30 с оркестър Орфей, Перник. Има повече от 150 соло рецитала и повече от 30 концерта за класическа китара с оркестър, изпълнявайки концерти на Джулиани, Карули, Вивалди и Родриго / Концерта Аранхуес /.
Дяков е сред най-изявените китаристи на младото поколение. От 9-годишна възраст има повече от 40 награди от участия в големи международни конкурси за класическа китара. От 11-годишен участва само в групата без ограничение на възрастта, с големите и можещите. Печелил е първа награда в конкурсите в Кюстендил, Велинград, София, Гоце Делчев, Варна, Синая, Виена, Зволе, Горициа, Гевелсберг, Вериа, Раго, Виллена, Кобленц и др. През 2013 г. е приет във висшето училище по музика и танц в Кьолн, факултета за класическа музика, специалност класическа китара. За
През 2012 и 2013 г. има участия в жури на международни конкурси (Италия, Германия, Хърватия, Черна гора, Австрия), изнася концерти в Европа (Хърватия, Черна гора, Италия, Испания, Германия, Австрия, Люксембург и др.), Китай (Пекин и Шанхай), издава аудио CD (IL DIABOLLICO), който се разпространява от AMAZON, прави транскрипции на произведения на Паганини за класическа китара, които се издават в Шотландия.

## Награди
2003 г.
- I и III място в Седмия международен фестивал за класическа китара „Акад. Марин Големинов“ в Кюстендил [3]
- Специална награда за изпълнение на латиноамериканска музика от Втория балкански фестивал и конкурс за класическа китара, Велинград [3]

2004 г.
- Първа награда от Третия балкански фестивал и конкурс на класическа китара, Велинград. Награда за най-добра интерпретация на музиката на Димитрис Фампас [4][3]
- Специална награда на журито в Третия национален конкурс „С крилете на музиката“. [3]

2005 г.
- Специална награда от Четвъртия балкански фестивал и конкурс за класическа китара, Велингад. [3]
- Специална награда на журито за изключително високи постижения в Международния конкурс „Китарен Форум 2005“, Виена [3]

2007 г.
- Голямата награда на Шестия балкански конкурс и фестивал по класическа китара, Велинград [5][6]
- Първата си голяма първа награда печели в Зволе/Холандия/ през 2009 г. на15 годишна възраст.

2010 г.
- първа награда от международния конкурс в Гевелсберг/Германия/
- втора награда от международния конкурс Енрико Меркатали/Италия/
- втора награда от международния конкурс Петрер/Вилена, Испания/
- втора награда от международния конкурс Форум гитар/Виена, Австрия/
- трета награда от международния конкурс Изерлонд/Германия/

2011 г.
- първа награда от международния конкурс Раго/Германия/
- първа награда от международния конкурс Енрико Меркатали/Италия/
- първа награда от международния конкурс Верия/Гърция/
- първа награда от международния конкурс Xюберт Кеппел/Кобленц, Герм/
- първа награда от международния конкурс Форум гитар/Виена, Австрия/
- първа награда от международния конкурс Даеджонг/Южна корея/
- наградата на президента на Република Италия

2012 г.
- печели наградата на Алтемира
- първа награда от международния конкурс Никшич фестивал/Черна гора/
- запис на аудио СД/ Ил Диаболико/, който се разпространява от Амазон
- изнася соло концерти в Испания, Италия, Германия, Южна Корея, Австрия, Хърватия и др.

2013 г.
- изнася концерти в Словакия, Чехия, Италия, Германия, Китай, Испания и др.
- чете лекции в Централната консерватория в Пекин (Китай)
- Давид Дяков учи класическа китара в Нов Български Университет / София /в класа на Димитър Дойчинов. През декември 2009 е приет в класа на Хюберт Кеппел в международната академия за китара в Кобленц / Германия/. Има мастеркласове при Аниело Дезидерио, Конрад Рагосник, Дейвид Ръсел, Георги Василев, Карло Марчионе и др. През 2009 г. взема мастеркласове от Рикардо Иснаола при участието си в Болдуин мюзик фективал / САЩ /. Избран за млад музикант на годината за 2009 г. в класацията на ФМ радио. Стипендиант е на Министерството на културата за 2009 г.